# Johannes Stålhammar
Johannes Christoffer Stålhammar, född 30 december 1868 i Klara församling, Stockholms stad, död 1 maj 1900 i Hedvig Eleonora församling, Stockholms stad, var en svensk organist och kompositör.

## Biografi
Johannes Stålhammar föddes 30 december 1868 i Klara församling, Stockholms stad. Han var elev vid Konservatoriet i Stockholm 1886–1890. Stålhammar var 1889–1891 tillförordnad organist vid Jakob och Johannes församling. Han komponerade musik för bland annat orgel och piano. Stålhammar avled 1 maj 1900 i Hedvig Eleonora församling.